# 杨丽
杨丽（1993年2月26日—），中国足球运动员，中国国家女子足球队成员，现效力于中国女子足球超级联赛的江苏苏宁。她曾参加2014年亚洲运动会和2016年夏季奥林匹克运动会，两次比赛均止步八强。